# B.B. Seaton
Pour les articles homonymes, voir Seaton.
B.B. Seaton, de son vrai nom Harris Lloyd Seaton (né le 3 septembre 1944 à Kingston et décédé le 4 mars 2024 à Londres, au Royaume-Uni), est un chanteur et producteur jamaïcain de ska, rocksteady et reggae. Il est l'un des membres fondateurs du groupe The Gaylads avec Delano Stewart et Maurice Robert, un des groupes vocaux jamaïcains les plus marquants de son époque. La carrière de B.B. Seaton débute en 1962 avec le producteur Coxsone.

## Biographie

### Débuts de carrière (1962–1964)

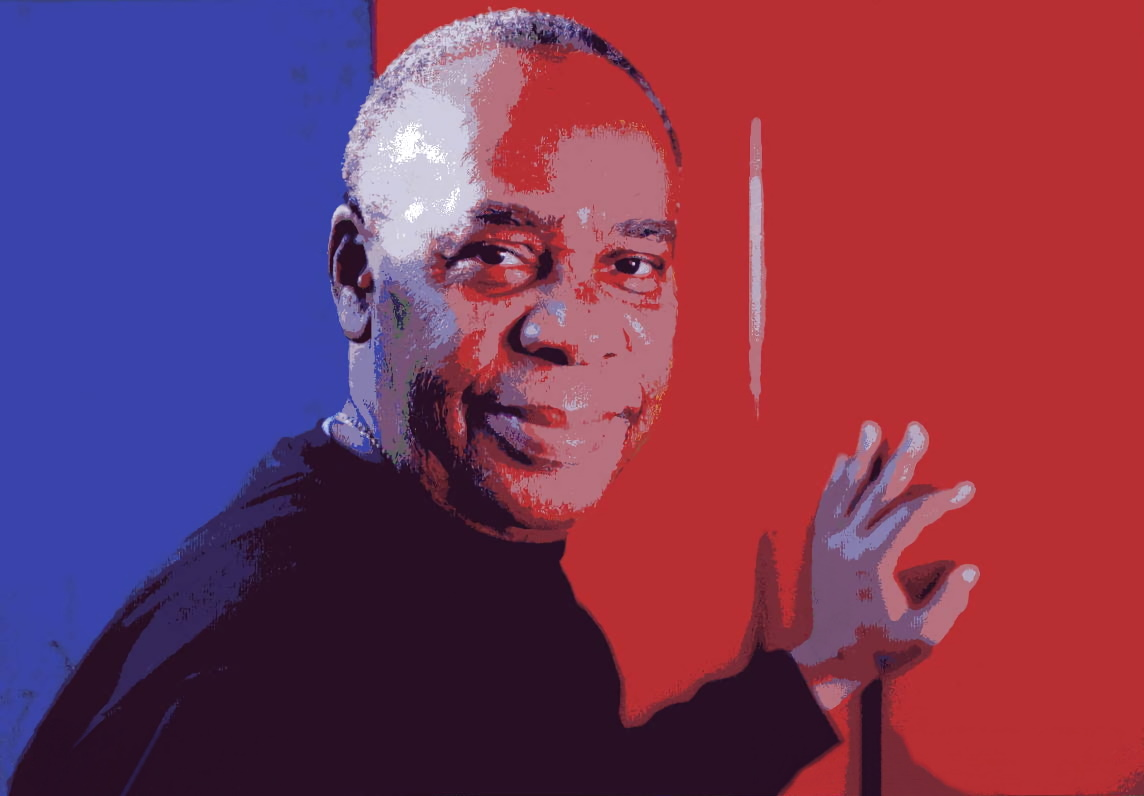
B.B. Seaton.

Aussi appelé Harris B.B. Seaton (ou encore Horace Seaton, ce natif de la capitale jamaïcaine commence à écrire des chansons dès le lycée au Cornwall College, il est influencé par les groupes nord-américains de soul et de rhythm and blues tels que The Platters, The Drifters, The Temptations ou encore The Four Tops.
Il enregistre une dizaine de singles à Studio One pour Coxsone à partir de 1962, soit avec Delano Stewart sous le nom Winston and Bibby (par exemple pour Lover Man et I'll Be There), soit seul pour les titres Only You, Hold on, ecause I Love You, I'm So Glad ou encore Tell Me,,. À partir de la fin de l'année 1963, il enregistre avec The Astronauts les singles Wicked Men, Rub It Down, I Don't Need Your Love, When The Churchbells Rings et Please Beverley sortis pour la plupart sur Blue Beat Records.

### Période Gaylads (1964–1973)

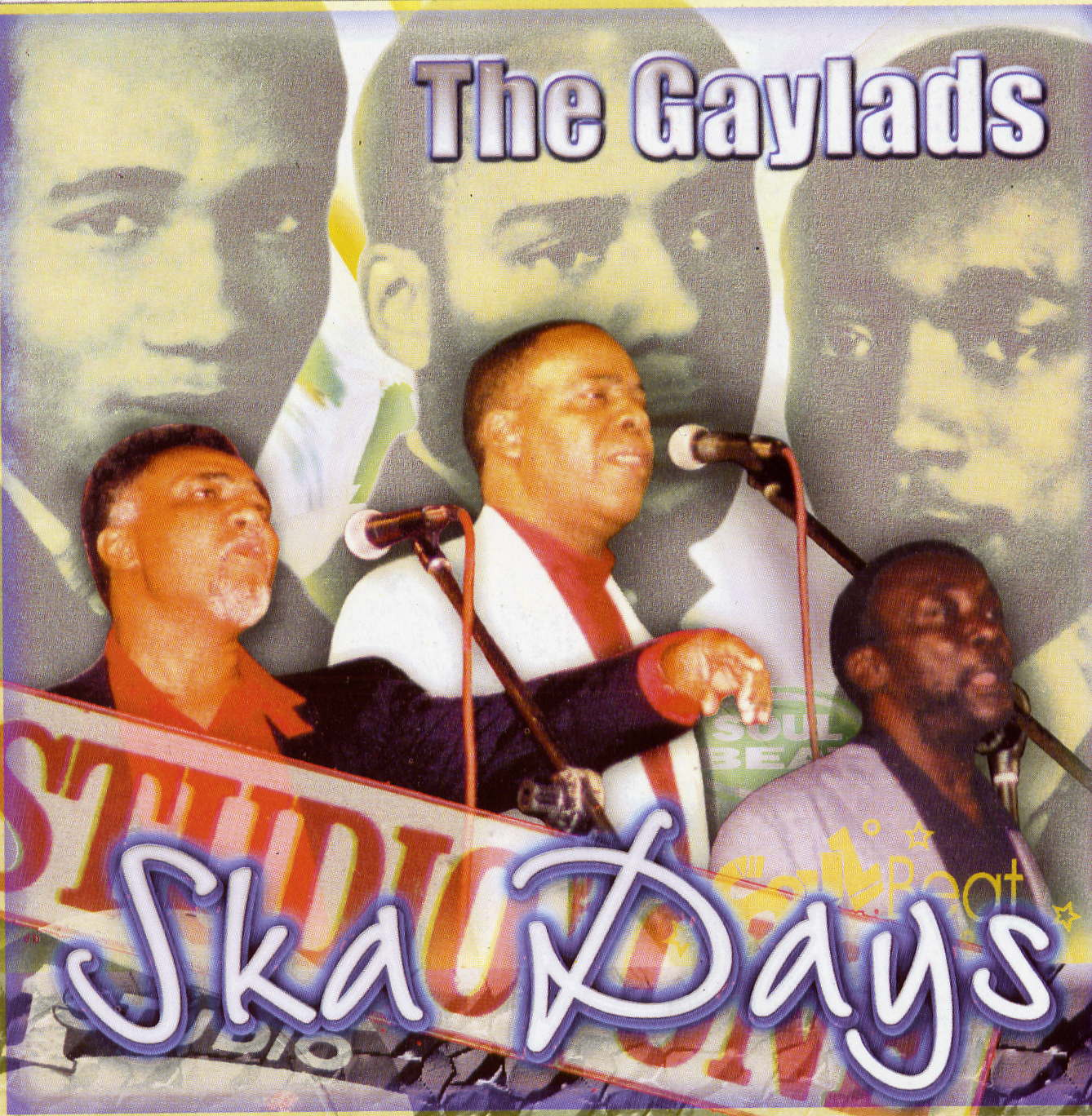
The Gaylads, pochette de l'album Ska Days.

Puis B.B. Seaton officie dans le groupe The Gaylads (aussi connus sous les noms de Gaylords ou Psalms) en compagnie de Maurice Roberts (né le 2 juillet 1945 à Kingston) et Delano Stewart (né Winston Stewart le 5 janvier 1947 à Kingston). Pendant dix ans, le groupe va évoluer du ska vers le reggae en passant par le rocksteady et sortir un nombre important de singles considérés comme faisant partie des meilleures productions jamaïcaines de l'époque. Au chapitre du ska, on peut citer One Kiss In The Morning, Rolling Down, Chipmunk Ska, You Should Never Do that et surtout Lady With the Red Dress on parmi une vingtaine, la plupart enregistrés à Studio One avec The Skatalites comme groupe d'accompagnement.
Vers 1966, comme la majorité des autres groupes jamaïcains de l'époque, le son glisse lentement vers le rocksteady (par exemple avec le titre Slipping and Sliding où le rythme est encore soutenu comme dans un ska mais où l'on sent poindre les harmonies vocales propres au rocksteady). En deux ans, pas moins de 50 titres des Gaylads paraîtront. Parmi les plus marquants, Peculiar Man, She Cried et I am Free pour Coxsone, A.B.C. Rocksteady, Over the Rainbows End, I Need Your Loving et It's Hard to Confess pour la productrice Sonia Pottinger. Ils travaillent aussi pour les producteurs Lee Perry et Derrick Harriott.
Fin 1969, Delano Stewart quitte le groupe pour une carrière solo, il sort son unique album Stay a Little Bit Longer produit aussi par Sonia Pottinger comprenant le titre Don't Believe in Him, repris plus tard par U Roy ou encore Stay a Little Bit Longer et Wherever I Lay My Hat. En même temps que le changement de sonorités vers le reggae, les Gaylads quittent la productrice Sonia Pottinger pour Leslie Kong et enregistrent sur son label, Beverley's, de nouvelles compositions aussi réussies que celles des années rocksteady (Wha She Do Now, People Crying, Something is Wrong Somewhere, My Jamaican Girl, etc.) ainsi que des reprises réussies (Young Gifted and Black de Nina Simone, It's All in the Game de Tommy Edwards et Fire and Rain de James Taylor). Howard Barrett, ancien membre de The Paragons et Ricky Grant pallient successivement le départ de Delano Stewart.
Après le décès de Leslie Kong en août 1971, ils sont produits par Rupie Edwards. B.B. Seaton commence à s'éloigner du groupe car il se produit aussi avec Ken Boothe, Lloyd Charmers et Pete Weston sous le nom de Conscious Minds. Maurice Robert, seul membre d'origine, fait alors appel à deux frères, Randell et Hopeton Thaxter mais le groupe ne retrouvera ni la qualité, ni le succès qu'ils avaient avec l'ancienne formation.
Le duo originel, B.B. Seaton et Delano Stewart, reforment le groupe en 1991 pour un concert Studio One puis en 1993 pour un concert à Kingston avec Maurice Robert.

### Carrière solo (1971–2024)

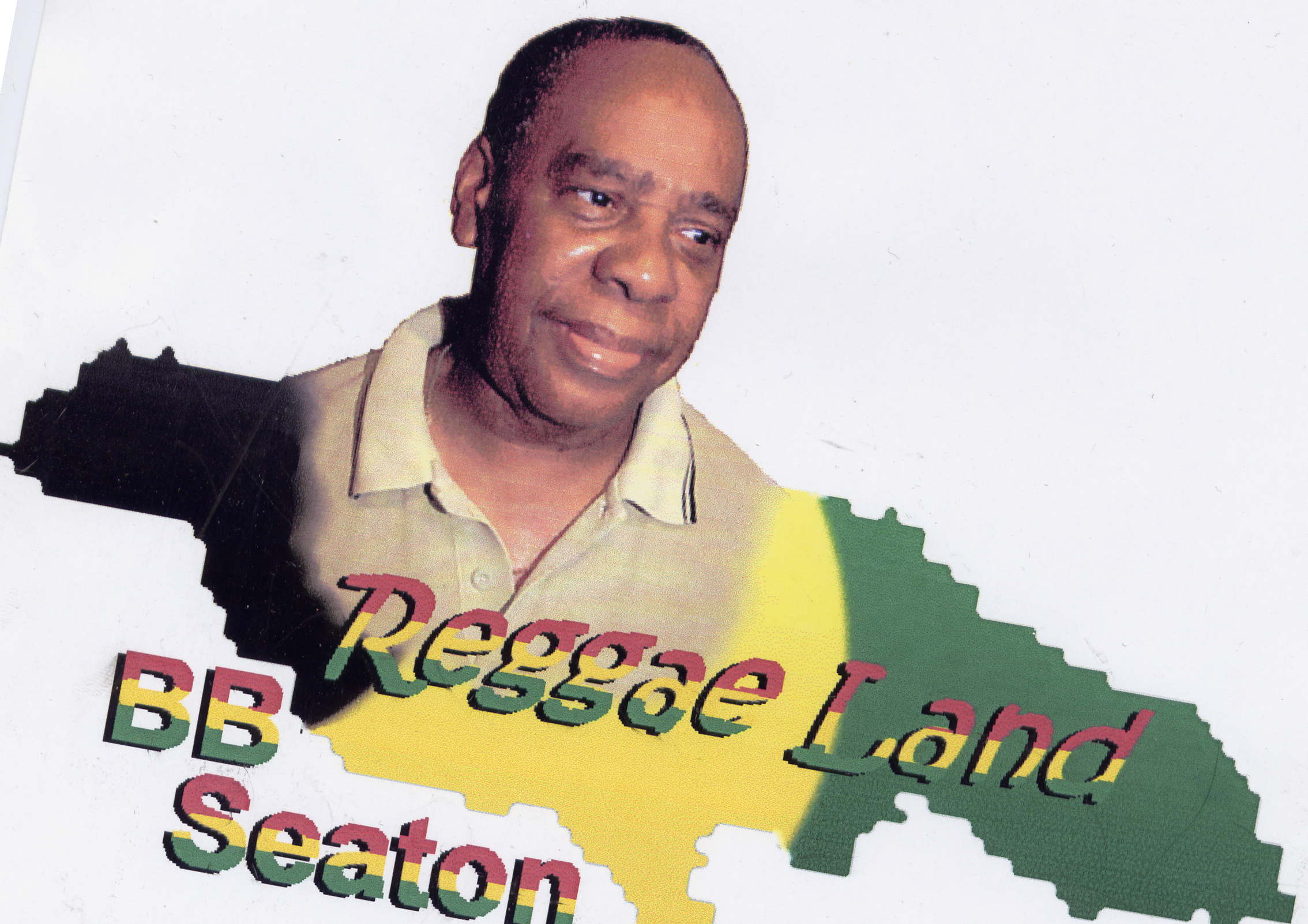
B.B. Seaton.

B.B. Seaton se lance parallèlement dans une carrière de chanteur et producteur en solo. Le premier single marquant est Accept My Apologies en 1971 ainsi que la reprise de Bill Withers Lean on Me. Il sort le très rare album Thin Line Between Love and Hate en 1973 et Color is Not the Answer. Il produit un des premiers albums de dub : Gun Court Dub où apparaissent les Revolutionaries. Il se produit en duo avec Ken Boothe et Lloyd Charmers notamment pour une reprise de Summertime de George Gershwin. Il produit aussi de nombreux noms du reggae comme Phil Francis pour Laugh It off, Claudette Miller (Tonight Is the Night et I Must Be Dreaming), Sweet Sunshine de Pat Rhoden, Give Love a Try et Mash Up Illiteracy de Delroy Wilson ou encore Let Me Go Girl pour Slim Smith. Par ailleurs, il écrit des titres pour Ken Boothe, Marcia Griffiths, Dennis Brown, Aswad, Freddie McGregor et UB40.
Il dcède à Londres, au Royaume-Uni, à l'âge de 79 ans) Il vivait en Angleterre où il est producteur pour son label, Soul Beat.

## Discographie

### Albums studio
- 1971 : The Great Ken Boothe Meets BB Seaton and The Gaylads (1971) (Jaguar)
- 1973 : Thin Line Between Love and Hate (Trojan)
- 1974 : Dancing Shoes (Virgin)
- 1975 : Gun Court Dub (Soul Beat)
- 1976 : Revolutionary Dub (Treasure Isle)
- 1976 : Colour is Not the Answer (Jama)
- 1976 : I'm Aware of Love (Roots Music International)
- 1981 : B.B. Seaton Sings the Golden Hits of the Gaylads (Ayana)
- 1985 : Everyday People (Revue/Creole)
- 1989 :  Wish Me Luck (Challenge Records UK)
- 1993 : Just One Moment (Soul Beat)
- 1995 : In Control (Soul Beat)
- 1996 : Experienced Lover (Soul Beat)
- 1996 : Gun Court Dub Vol 2 (Soul Beat)
- 1998 : Gun Court Dub Vol. 3
- 2001 : Gun Court Dub Vol. 4
- 2002 : Unbeaten
- 2006 : Reggae Land
- 2009 : Ready for the World (2009)
- 2013 : I Love Reggae
- Reggae Country Classics Volume One (Pioneer International)

### Avec The Gaylads
- Sunshine is Golden (Coxsone Records)
- Soul Beat aka Rock Steady (Studio One Records et Coxsone Records)
- The Great Ken Boothe meet B.B. Seaton and the Gaylads (Jaguar Records)
- Understanding (Ballistic Records)
- Jah Jah Knows (Imperial Records)
- Cornell Campbell meets The Gaylads (Culture Press Records)
- 1992 : The Best of The Gaylads (Studio One Records)
- 1995 : Over the Rainbow's End (enregistré 1968-1971) (Trojan Records)
- 1997 : After Studio 1 (enregistré 197X) (Metro Records)
- 1999 : Fire and Rain (Jet Set Records)
- 2002 Ska Days (enregistré 1962-1967) (Studio One Records)

### Sources
- L'Encyclopédie du reggae 1960-1980 / Yannick Maréchal. - Paris : éditions Alternatives, 2005.  (ISBN 2862274372)
- La page des Gaylads, celle de B.B. Seaton et celle de Delano Stewart sur le site discographique Roots Archives